# 福斯动作电影频道
福斯动作電影頻道是亞洲的一個英文動作電影頻道，由21世紀福斯的分支機構福斯傳媒集團所擁有。已于2021年10月1日停播。

## 概览
福斯动作電影頻道和其高清版主要播出二十世紀福斯、华特迪士尼影片、通道影業、哥倫比亞影業、漫威影业、米高梅和梦工厂制作的影片，并在特定国家播出派拉蒙影業、环球影业和华纳兄弟的影片。该台也播出狮门娱乐、顶峰娱乐和溫斯坦影業。其是另一个好莱坞电影频道，主要竞争者为Cinemax亚洲台。